# 马丁·洛佩斯-苏韦罗
马丁·洛佩斯-苏韦罗（西班牙語：Martín López-Zubero，1969年4月23日—），西班牙男子游泳运动员。他曾代表西班牙参加1988年、1992年和1996年夏季奥林匹克运动会游泳比赛，获得一枚金牌。